# Alaska Nanooks

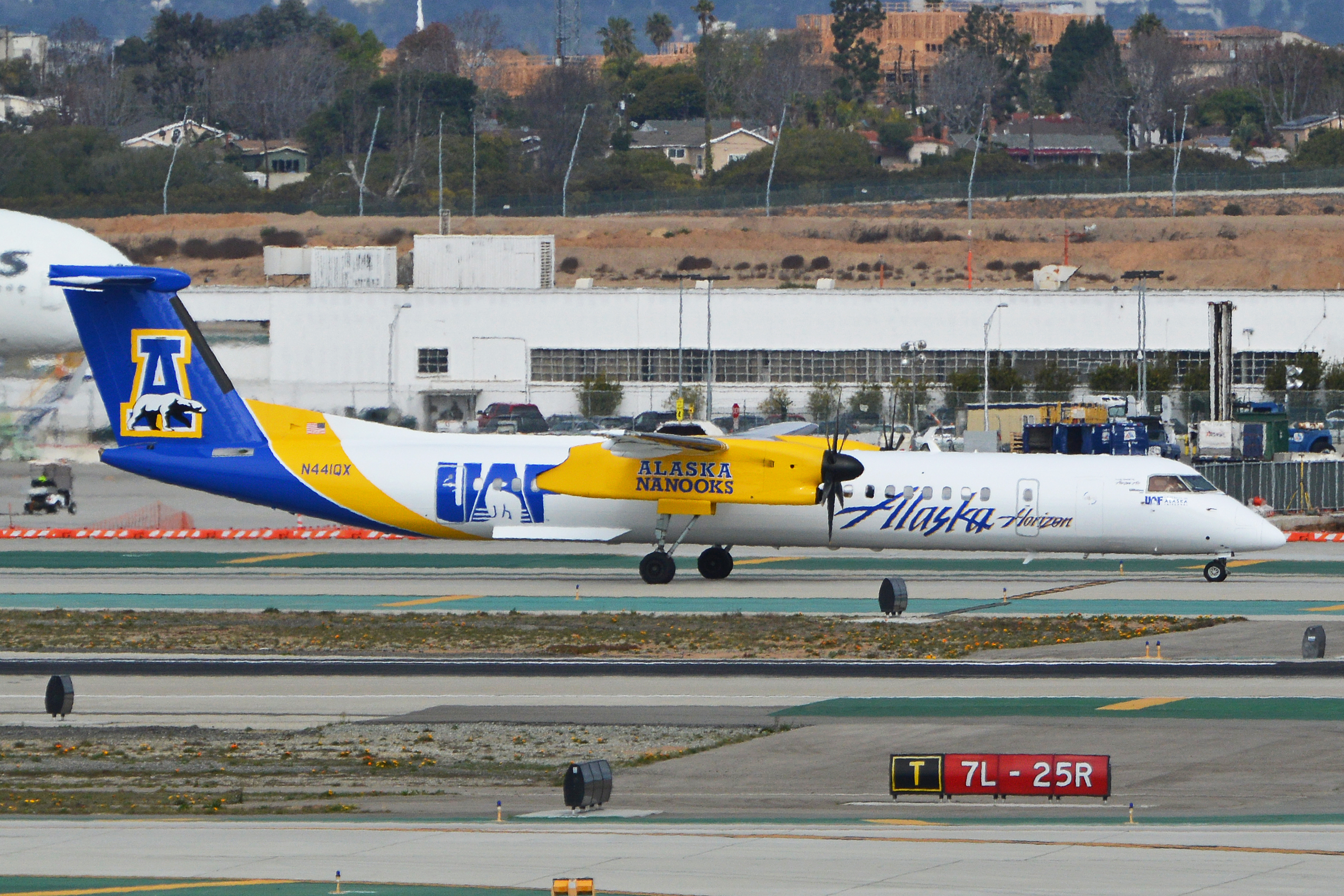
En Dash 8-Q400, tillhörande Horizon Air, som är utsmyckad med idrottsföreningens färger och logotyp vid Los Angeles International Airport (LAX) i februari 2014.

Alaska Nanooks är en idrottsförening tillhörande University of Alaska Fairbanks och har som uppgift att ansvara för universitetets idrottsutövning.

## Idrotter
Nanooks deltager i följande idrotter:
| Herrar - Basket - Ishockey - Skidsport - Skytte - Terränglöpning | Damer - Basket - Simning - Skidsport - Skytte - Terränglöpning - Volleyboll |

## Idrottsutövare

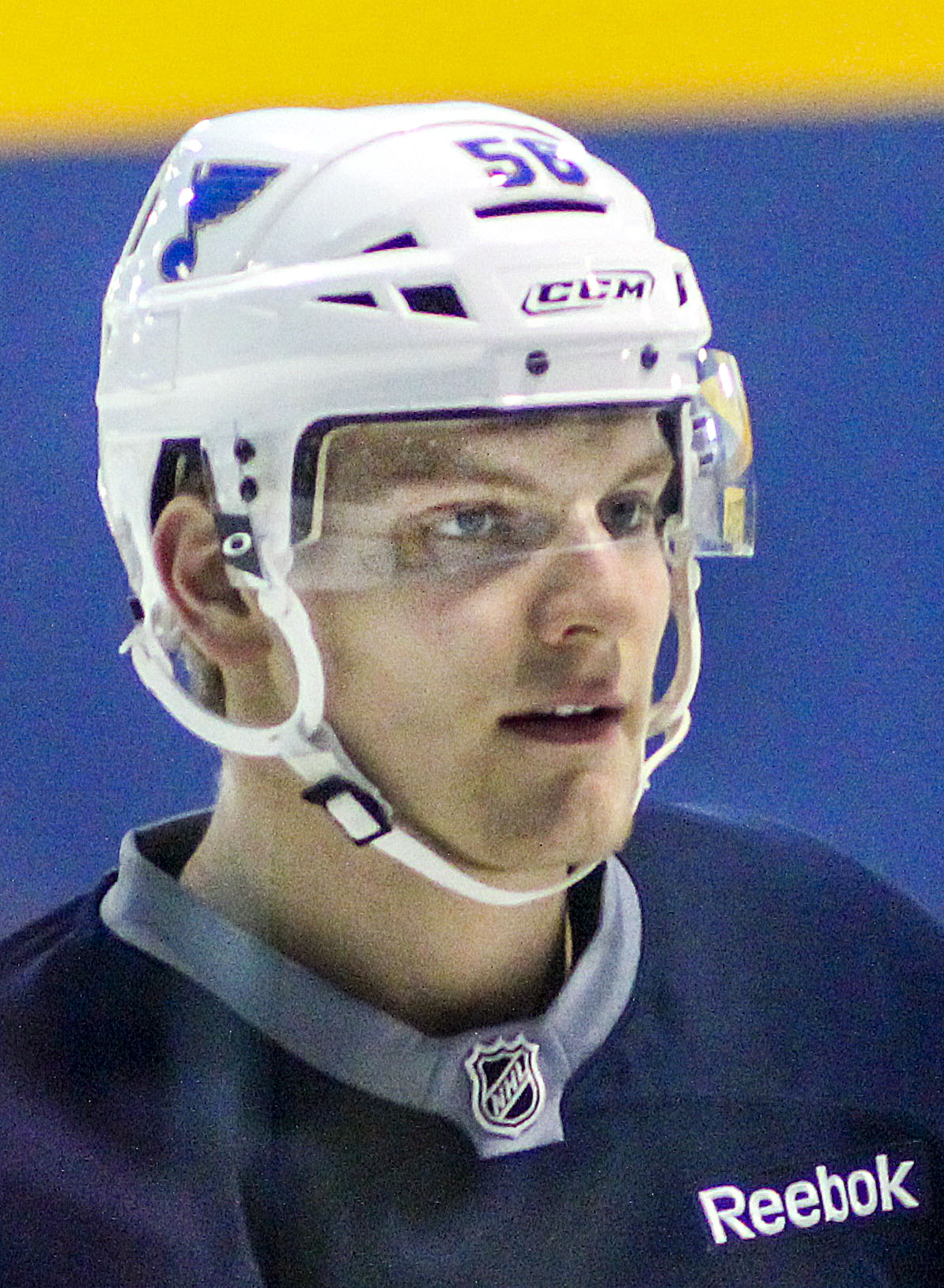
Colton Parayko.

| Ishockey - Shawn Chambers - Tyler Eckford - Jordan Hendry - Chad Johnson | - Dion Knelsen - Cody Kunyk - Colton Parayko - Barry Smith - Aaron Voros |